# Region Braunschweig

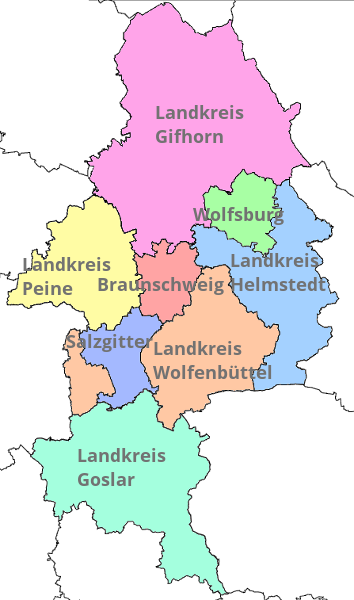
Karte der Region Braunschweig

Als Region Braunschweig bezeichnet man den Großraum Braunschweig, bestehend aus den kreisfreien Städten Braunschweig, Salzgitter und Wolfsburg sowie den Landkreisen Gifhorn, Goslar, Helmstedt, Peine und Wolfenbüttel, die in verschiedenen Bereichen, Ebenen und Tätigkeitsfeldern interkommunal zusammenarbeiten. Die Aufgaben der Koordination und Planung in der Region übernimmt der Regionalverband Großraum Braunschweig, der in der Stadt Braunschweig ansässig ist.
Die Region Braunschweig ist Teil der Metropolregion Hannover-Braunschweig-Göttingen-Wolfsburg und deckt Südostniedersachsen ab. Im Gegensatz zum Braunschweiger Land, das historisch geprägt ist und nur Teile der Region abdeckt, orientiert sich die Region an der heutigen modernen Verwaltungsgliederung. Viele Organisationen, die sich ursprünglich auf das Braunschweiger Land konzentriert hatten, sind inzwischen in der gesamten Region tätig.

## Organisationen

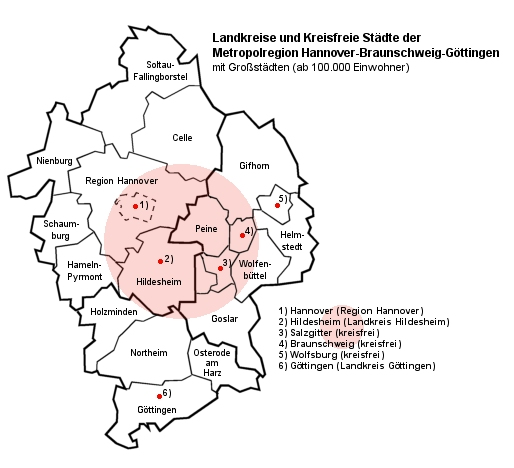
Die Region Braunschweig als Teil der Metropolregion

Für und in der Region tätige Verbände und Organisationen:
- Der Regionalverband Großraum Braunschweig, Raumordnung, Regional- und Verkehrsplanung
- Der Verkehrsverbund Region Braunschweig (VRB), Tarifregion des öffentlichen Nahverkehrs
- ForschungRegion Braunschweig e. V.
- Allianz für die Region
- ErlebnisRegion 2020, Konzept der Allianz für die Region
- TourismusRegion BraunschweigerLAND e. V. (ZeitOrte)
- Kultur Region Braunschweig e. V.
- Braunschweigische Landschaft e. V.
- KreativRegion e. V., Zusammenschluss der Kultur- und Kreativwirtschaft
- Arbeitgeberverband Region Braunschweig e. V. (AGV)
- Wirtschaftsfrauen Region Braunschweig e. V.
- Kluge Köpfe für die Region Braunschweig, Initiative zur Vernetzung der Region
- Arbeitgeberverband Region Braunschweig

## Medien
Für die Region senden einige Sender, so der nichtkommerzielle Radiosender Radio Okerwelle und der nichtkommerzielle Fernsehsender TV38 sowie seit 2014 der private Radiosender Radio38. Die Braunschweiger Zeitung gibt Lokalteile in der ganzen Region heraus.

## Verkehr
Im Bereich des öffentlichen Personennahverkehrs arbeiten die Städte und Landkreise der Region eng zusammen. Sie sind zusammengeschlossen zum Verkehrsverbund Region Braunschweig (VRB) und bieten im gesamten Gebiet einen einheitlichen Tarif an.
Zur Vernetzung der Region mit der Stadt Braunschweig entstand in den 1990er Jahren das Konzept der RegioStadtBahn Braunschweig, das jedoch verworfen wurde. Als Nachfolger entstand das Regionalbahnkonzept 2014+, das in einem ersten Schritt seit Dezember 2014 in der Region gilt.